# Almesåkra

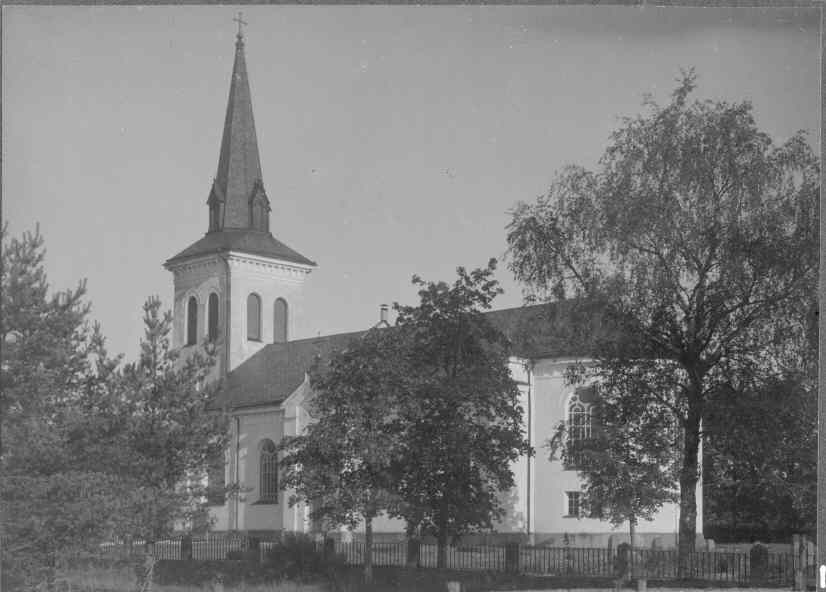
Biserica din Almesåkra

Almesåkra este o localitate din provincia Småland, situată în sud-estul Suediei.